# 스텐 스투레 덴 윙레

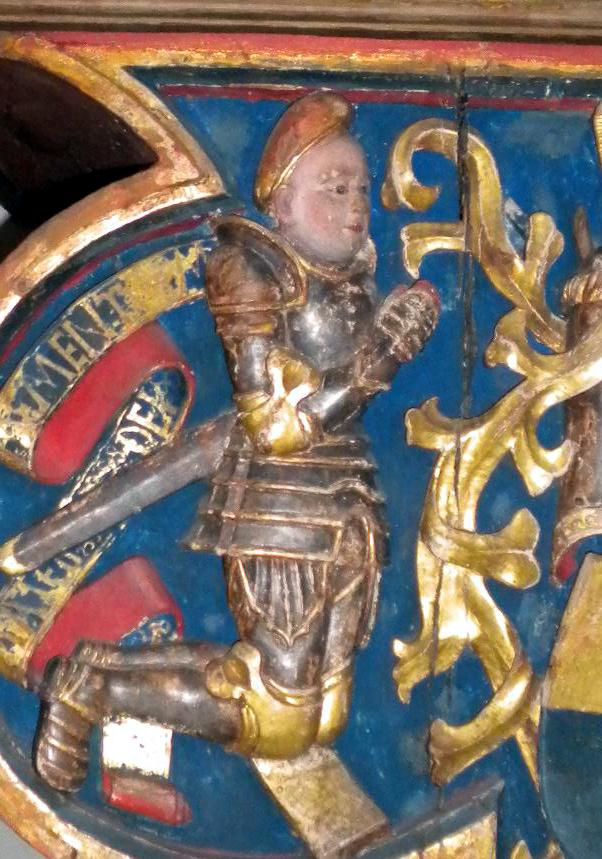
스텐 스투레 덴 윙레

스텐 스투레 덴 윙레 또는 연소자 스텐 스투레(스웨덴어: Sten Sture den yngre, 1493년 ~ 1520년 2월 3일)는 스웨덴의 재상, 섭정(재위: 1512년 7월 23일 ~ 1520년 2월 3일)이다. 나트 오크 다그 가문(Natt och Dag) 출신이다.

## 생애
1503년부터 1512년까지 스웨덴의 섭정을 역임한 스반테 닐손(Svante Nilsson)과 그의 아내인 일리아나 이슬라도테르 예다(Iliana Gisladotter Gädda)의 아들로 태어났다.
1512년에는 스웨덴 추밀원이 덴마크와의 통합을 주장한 에리크 트롤레(Eric Trolle)를 스웨덴의 섭정으로 임명한 것에 불만을 품고 반란을 일으켰다. 스텐 스투레는 덴마크와의 협상을 계속 진행한다는 조건을 받아내면서 에리크 트롤레의 뒤를 이어 스웨덴의 섭정으로 임명되었다.
스웨덴의 섭정을 역임하던 동안에는 웁살라 대주교를 역임하고 있던 에리크 트롤레의 아들인 구스타브 트롤레(Gustav Trolle)와의 분쟁을 경험했다. 트롤레 대주교는 광범위한 자치권을 요구했지만 스벤 스투레는 이를 거부하고 트롤레 대주교를 투옥시켰다. 덴마크의 크리스티안 2세 국왕은 이 사건을 빌미로 스웨덴을 침공하게 된다.
스텐 스투레는 1520년 1월 19일에 일어난 보게순 전투(Bogesund)에서 덴마크 군대의 공격을 받았다. 1520년 2월 3일에는 스톡홀름으로 가던 도중에 멜라렌호의 빙판 위에서 사망하고 만다. 덴마크의 크리스티안 2세 국왕은 구스타브 트롤레 대주교와 함께 스텐 스투레를 지지하던 세력들을 숙청시켰는데 이는 1520년 11월에 일어난 스톡홀름 피바다 사건으로 이어지게 된다.